# Schultheater der Länder
Das Schultheater der Länder ist ein Schultheaterfestival, das jedes Jahr im September in einem anderen Bundesland Deutschlands stattfindet. Zu wechselnden Rahmenthemen präsentieren Schultheatergruppen aus allen Bundesländern ihre Stücke.
Initiiert wurde das Schultheater der Länder vom Bundesverband Darstellendes Spiel mit Unterstützung der Körber-Stiftung 1985, um die Verbreitung des Schultheaters in Deutschland zu fördern.
Dieses Festival ist weniger ein Wettbewerb als vielmehr ein Forum für den Austausch von Erfahrungen zwischen theaterbegeisterten Schülern, aber auch zwischen den Lehrern und Theaterprofis.

## Geschichte
Auf eine Initiative der Bundesarbeitsgemeinschaft für das Darstellende Spiel in der Schule e.V. und der Körber-Stiftung hin wurde das Schultheater der Länder 1985 zum ersten Mal veranstaltet.
Das erste Schultheater der Länder fand über vier Tage auf dem Gelände der Kampnagel-Fabrik in Hamburg statt. Alle elf Bundesländer waren damals mit einer Gruppe vertreten und zeigten unter dem Motto „Schultheater trifft freies Theater“ ihre Produktionen. Daneben gab es Fachgespräche und Werkstätten – Elemente, die sich in der Struktur aller späteren Treffen immer wieder finden.
Standen in den ersten Jahren vor allem formale Schwerpunkte (Schultheater und Musik, körperorientiertes Theater, Eigenproduktionen, literarische Vorlagen, Maskenspiel etc.) im Mittelpunkt, wurde seit Anfang der 90er Jahre die Aufmerksamkeit verstärkt auf innovative und gesamtgesellschaftlich-politische Inhalte gelenkt (Schultheater und Politik, Brennpunkt Schulkultur, ... und es bewegt uns doch! etc.).
1991 konnte zum ersten Mal eine Gruppe aus den neuen Bundesländern begrüßt werden; 1994 waren dann erstmals alle fünf neuen Bundesländer vertreten. Im Jahr 2002 hatte das Schultheater der Länder seine erste Rundreise durch Deutschland beendet.

## Chronologie
- 1985: Hamburg – Schultheater und Freies Theater
- 1986: Lübeck – Schultheater und Musik
- 1987: Braunschweig – Schultheater und körperorientiertes Theater
- 1988: Tübingen – Eigenproduktionen im Schultheater
- 1989: Bamberg – Schultheater nach literarischer Vorlage
- 1990: Trier –  Spiel mit Masken
- 1991: Bremen – Schultheater und Politik
- 1992: Aachen – Grenzüberschreitungen im Schultheater
- 1993: Saarbrücken – Märchen und Mythen
- 1994: Frankfurt am Main – Spiel-Räume
- 1995: Hamburg – Experimente wagen
- 1996: Rostock – Theater zum Lachen
- 1997: Dresden – Theater auf der Straße
- 1998: Münster – Schülertheater im Brennpunkt der Schulkultur
- 1999: Mühlhausen/Thüringen – GeschichteN erzählen
- 2000: Magdeburg – Und es bewegt uns doch
- 2001: Berlin – ZeitSprünge
- 2002: Cottbus – Über-Setzen
- 2003: Lübeck – drama > frisch
- 2004: Stuttgart – Theater öffnet Welten
- 2005: Pirmasens – Betrifft uns: Kinder- und Jugendliteratur auf der Schülerbühne
- 2006: Bremen – Theater im Fluss
- 2007: Wolfsburg – mobil.e.dinge
- 2008: Kassel – Das Theater mit der Musik
- 2009: Hamburg – spiel:platz=stadt:raum
- 2010: Nürnberg – Theater und neue Medien
- 2011: Düsseldorf – Theater und Biografie
- 2012: Berlin – Der rote Faden im Theater
- 2013: Schwerin – Theater der Bilder
- 2014: Saarbrücken – Grenzgänge
- 2015: Dresden – Forschendes Theater
- 2016: Erfurt – Theater.Sprache
- 2017: Potsdam – Theater.Film
- 2018: Kiel – Theater und Politik
- 2019: Halle – Raum.Bühne
- 2021: Ulm – Theater_Digitalitaet
- 2022: entfallen
- 2023: Trier – Schultheater.Rollen
- 2024: Bremen – Schultheater.Leben
- 2025: Braunschweig und Wolfenbüttel – Schultheater.Vielfalt
- 2026: Frankfurt am Main – Schultheater.Tanz

## Festival

### Förderer
Neben den Initiatoren stieg 2011 die Stiftung Mercator mit in die Förderung ein und löste die Körber-Stiftung 2012 als Förderer ab. Weitere Unterstützer sind regionale Partner und Sponsoren und seit 1991 auch Kultusministerien.

### Ziel
Gedacht als ein überregionales Begegnungs- und Fachforum für Schultheater sollte es theoretische Fragestellungen auf Grundlage von Praxisbeispielen diskutieren. Darüber hinaus galt es, das Netzwerk „Schultheater“ über die Ländergrenzen hinweg auf- bzw. auszubauen und für Schülertheatergruppen eine Möglichkeit des bundesweiten Austausches zu schaffen.
Das Schultheater-Treffen findet jedes Jahr im September in einem anderen Bundesland statt. Zu wechselnden Rahmenthemen präsentieren Schultheatergruppen aus ganz Deutschland ihre Stücke. Jedes Bundesland wird durch die Gruppe vertreten, die mit ihrer Bewerbung die Jury in der Vorauswahl am meisten überzeugt.
Die Gruppen tauschen sich intensiv untereinander aus, besprechen ihre Arbeit mit Theaterprofis und erhalten so neue, kreative Impulse.
An dem einzigen Schultheater-Treffen und größten Theaterfestival Deutschlands beteiligen sich jährlich rund 400 Schüler, Pädagogen und Fachkräfte.
Aktuelle Kernziele:
- Verankerung von Theater an allen Schulformen und in allen Jahrgängen in allen Bundesländern.
- Zulassung als Abiturfach in allen Bundesländern.
- Verbesserung und Vereinheitlichung der Qualität des Theaterunterrichts.
- Einbindung als grundständige Ausbildung für Lehramtsstudenten an Universitäten.

Das Projekt stärkt darüber hinaus die Position der ästhetisch-kreativen Fächer an den Schulen und unterstreicht die Bedeutung kultureller Bildung gerade auch an den allgemein bildenden Schulen.

### Workshops und Fachtagung
Fester Bestandteil des einwöchigen Festivals sind über zwanzig begleitende Workshops für Schüler, in denen mit den Gestaltungsmöglichkeiten des Theaters experimentiert wird.
Eine wissenschaftliche Fachtagung mit Vorträgen und Workshops für Theaterlehrer, Theaterpädagogen und Lehramtsstudenten sowie  Fachforen, in denen die Aufführungen unter der Moderation professioneller Theaterexperten analysiert werden, ermöglicht die Weiterentwicklung und Diskussion didaktischer Methoden. Mit jährlich 100 bis 150 Teilnehmenden ist sie die größte Fortbildungsveranstaltung für Darstellendes Spiel in Deutschland.
Die einmal jährlich, bundesweit erscheinende Publikation zum Thema Schultheater, die Zeitschrift „Fokus Schultheater“, reflektiert und präsentiert anhand der Auswertung des jeweiligen Festivals die aktuelle Spielpraxis und neue Theaterformen. Sie dient als Reflexions- und Innovationsrahmen für Theater an Schulen und erreicht zielgenau das Fachpersonal des Bereichs.
Seit 2001 erscheint „Fokus Schultheater“ in der edition koerber.

### Bewerbung
Theatergruppen aller Schulformen und -stufen mit nicht mehr als 25 Teilnehmerinnen und Teilnehmern können sich bis zum 30. April des betreffenden Jahres für das Theaterfestival bewerben. Ihre Projekte sollen sich phantasievoll und kreativ mit dem jeweiligen Rahmenthema beschäftigen und zwischen 30 und  60 Minuten dauern. Der Bewerbung sind neben dem Anmeldeformular des BV.TS auch Informationen zum Stück und ein Video-Mitschnitt beizufügen.